# مشخص طبي
برنامج التشخيص (بالإنجليزية: DiagnosisPro)‏ هو عبارة عن نظام خبيرطبي. يقوم هذا البرنامج بتوفير احتمالات تشخيصية شاملة لما يقارب ال 11,000 مرض و30,000 نتيجة لدراسات رسمية. صُمِّمَ هذا البرنامج ليقدِّمَ التشخيص الطبي الأكثر تفريقا وتمييزا للحالة، لكن هذا لا ينطبق على كل الحالات.
سجَّل هذا البرنامج 61,000 زيارة شهريا ما بين أكتوبر 2008 وأكتوبر 2009.